# یادبودهای حملات ۱۱ سپتامبر

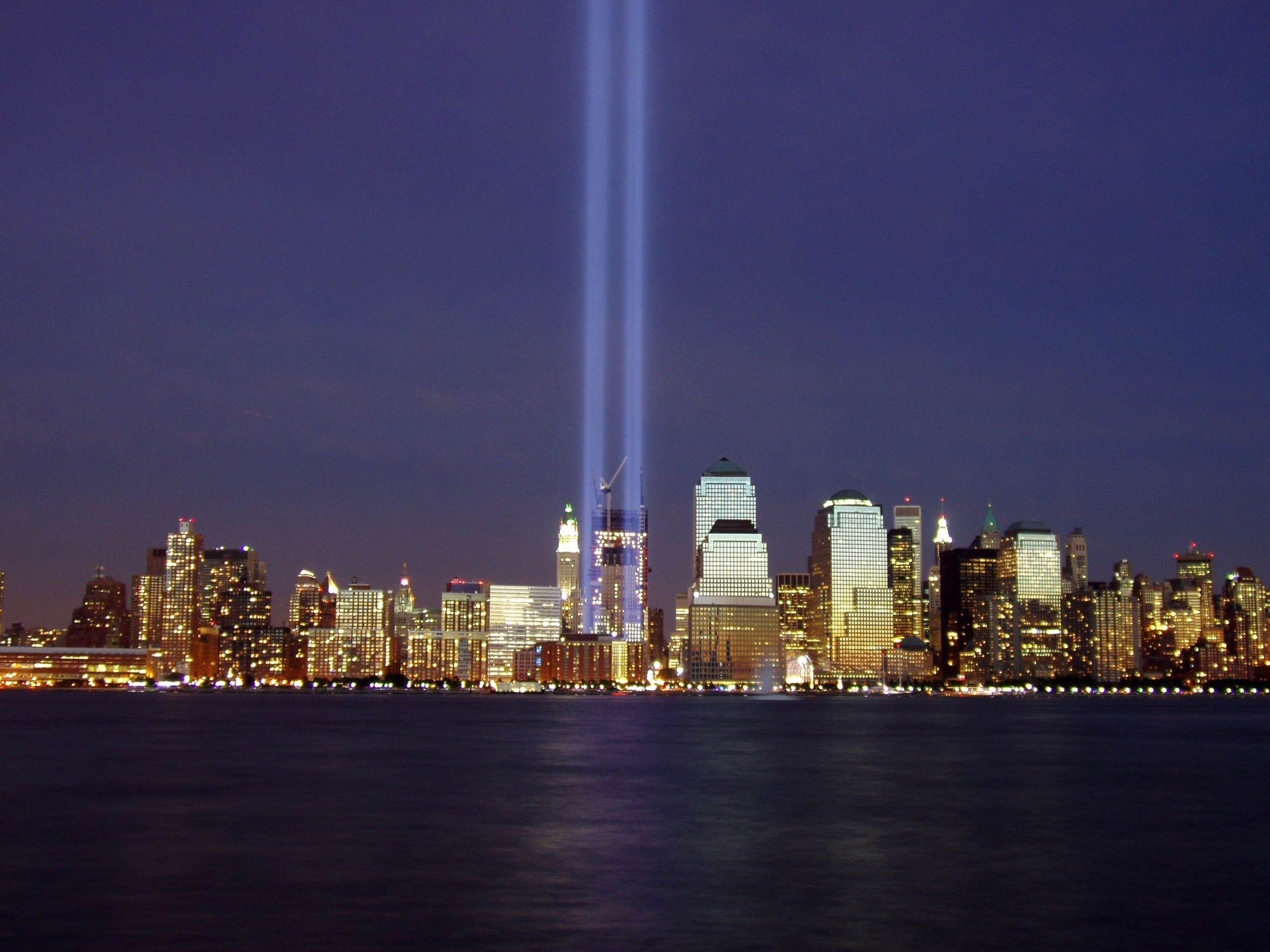
یادبود تکریم در نور در ۲۰۰۴.

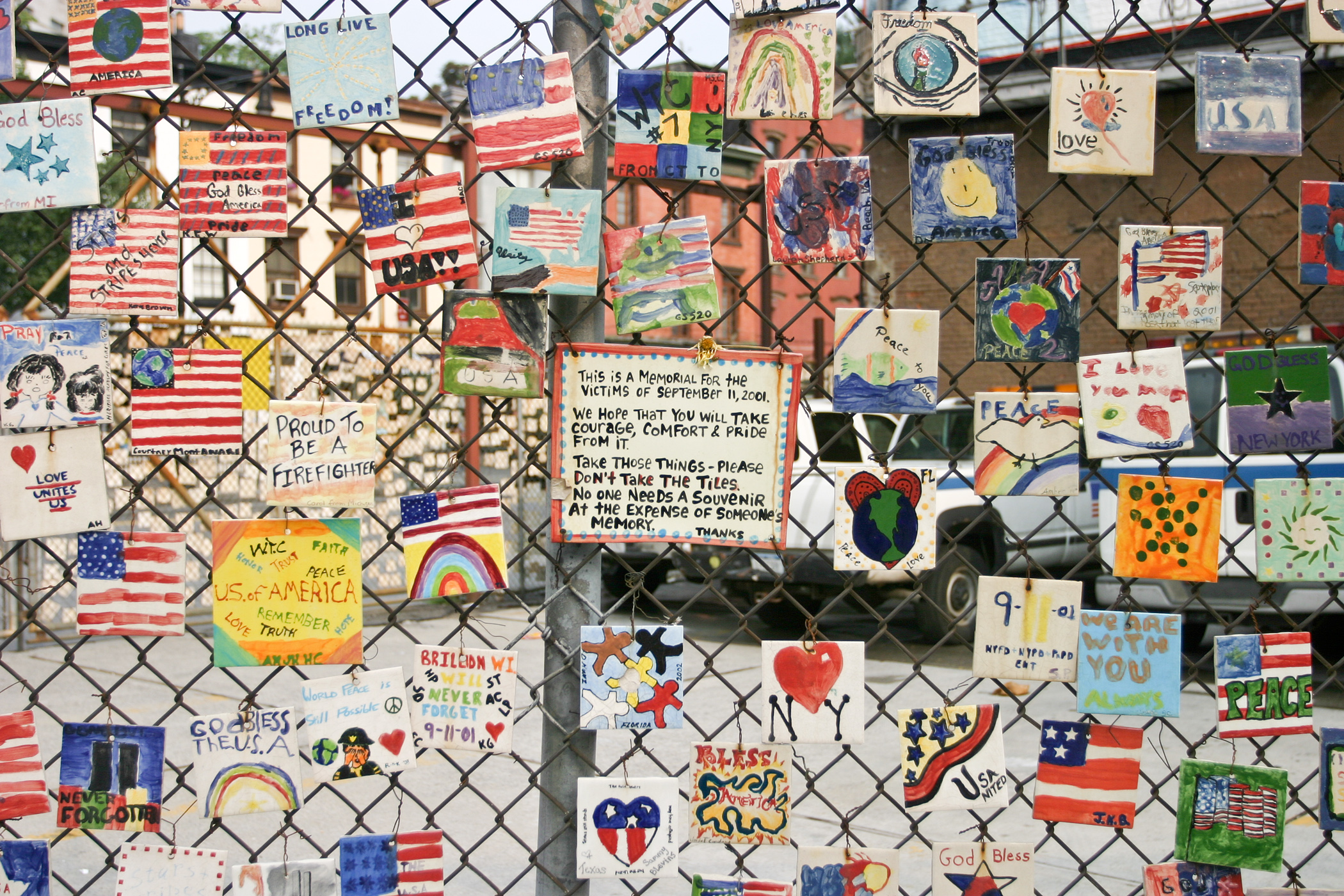
تعدادی از کاشی‌های نقاشی‌شده با دست که به قربانیان حملات ۱۱ سپتامبر تقدیم شده‌اند و بر روی فنس‌های یک پارکینگ در نیویورک سیتی نصب شده‌اند.

اولین یادبودهای قربانیان حملات ۱۱ سپتامبر ۲۰۰۱ به صورت اینترنی شکل گرفت. صدها کاربر اینترنت نظرات خود، پیوند به صلیب سرخ و دیگر نهادهای نجات‌دهنده، تصاویر و مشاهدات عینی شاهدان را در فضای اینترنت پخش کردند. ظرف چند ساعت پس از وقوع حملات، یادبودهای برخط متعددی برای ۱۱ سپتامبر ایجاد شد، اگرچه تعداد زیادی از آن‌ها تنها به صورت موقتی در دسترس بودند.
در سرتاسر جهان سفارت‌خانه‌ها و کنسولگری‌های ایالات متحده تبدیل به یادبودهای موقتی برای مردمی شده بود که برای ابراز احترام به قربانیان حملات بیرون آمده بودند. بسیاری از سفرای آمریکایی گفته‌اند که هیچ‌گاه خیل عظیم مردمی که همدردی خود با مردم آمریکا و مخالفتشان با تروریسم را ابراز می‌کردند، فراموش نخواهند کرد.
تکریم در نور نخستین یادبود فیزیکی مهم در محل مرکز تجارت جهانی بود. به عنوان بخشی از طراحی دوبارهٔ کل مرکز تجارت جهانی، ساخت یک یادبود و موزهٔ دائمی به نام یادبود و موزهٔ ملی ۱۱ سپتامبر، برنامه‌ریزی شده‌است. این یادبود شامل دو استخر بزرگ در محل دقیق قبلی برج‌های دوقلو خواهد بود که آبشارهایی به ارتفاع ۹٫۱ متر از اطراف آن فرو می‌ریزند. نام قربانیان حملات در اطراف لبه‌های آبشارها حکاکی خواهد شد.
یکی از مکان‌هایی که یادبودهای زیادی در آن برگزار یا ساخته شد، اسکلهٔ آ در هبکون، نیوجرسی بود که مردم بسیاری از آن‌جا وقایع ۱۱ سپتامبر را مشاهده نمودند (اسکلهٔ آ دید خوبی نسبت به مرکز تجارت جهانی دارد). در اسکلهٔ آ، مردم چندین بار با تجمع و روشن کردن شمع یاد قربانیان را گرامی داشتند. هم‌چنین یادبودی در غروب ۱۱ مارس ۲۰۰۲ و به هنگامی که اولین بار تکریم در نور روشن شد در اسکلهٔ آ برگزار گردید تا اولین نیم-سالگرد حملات تروریستی را گرامی بدارد.
هشتاد و یک خیابان در نیویورک سیتی، اغلب در استاتن آیلند، یه یاد قربانیان مجدداً نام‌گذاری شد.
جورج کلونی یک کنسرت خیریهٔ تلویزیونی ترتیب داد که آمریکا: تکریم قهرمانان نام داشت و تنها ده روز پس از وقایع در تلویزیون پخش شد.
در تاریخ ۲۱ اکتبر ۲۰۰۱ (‎۲۹ مهر ۱۳۸۰) کنسرتی با عنوان «متحد ایستاده‌ایم: از این بیشتر چه می‌توانم بدهم» به رهبری مایکل جکسون به خاطر بزرگ‌داشت کشته‌شدگان حملات ۱۱ سپتامبر در شهر واشینگتن دی.سی.، پایتخت آمریکا برگزار شد. متحد ایستاده‌ایم: بیشتر از این چه می‌توانم بدهم سومین کنسرت از سه کنسرت بزرگی بود که در بزرگداشت کشته‌شدگان این حادثه انجام شد.
در این کنسرت، هنرمندانی همانند جیمز براون، دستینیز چایلد، بک استریت بویز، آشر، راد استیوارت، ماریا کری، شان کامز، جاستین تیمبرلیک، انسینک و اروسمیث بر روی صحنه برنامه اجرا کردند. همچنین افراد معروفی همانند کوین اسپیسی، برندهٔ جایزهٔ اسکار و شهردار شهر واشینگتن دی.سی. نیز در این کنسرت حضور داشتند.
در پایان این کنسرت، تمام افراد معروفی که در این کنسرت حضور داشتند ترانهٔ «از این بیشتر چه می‌توانم بدهم» که ترانه‌ای جدید از مایکل جکسون بود را با همراهی هم خواندند.

## نگارخانه

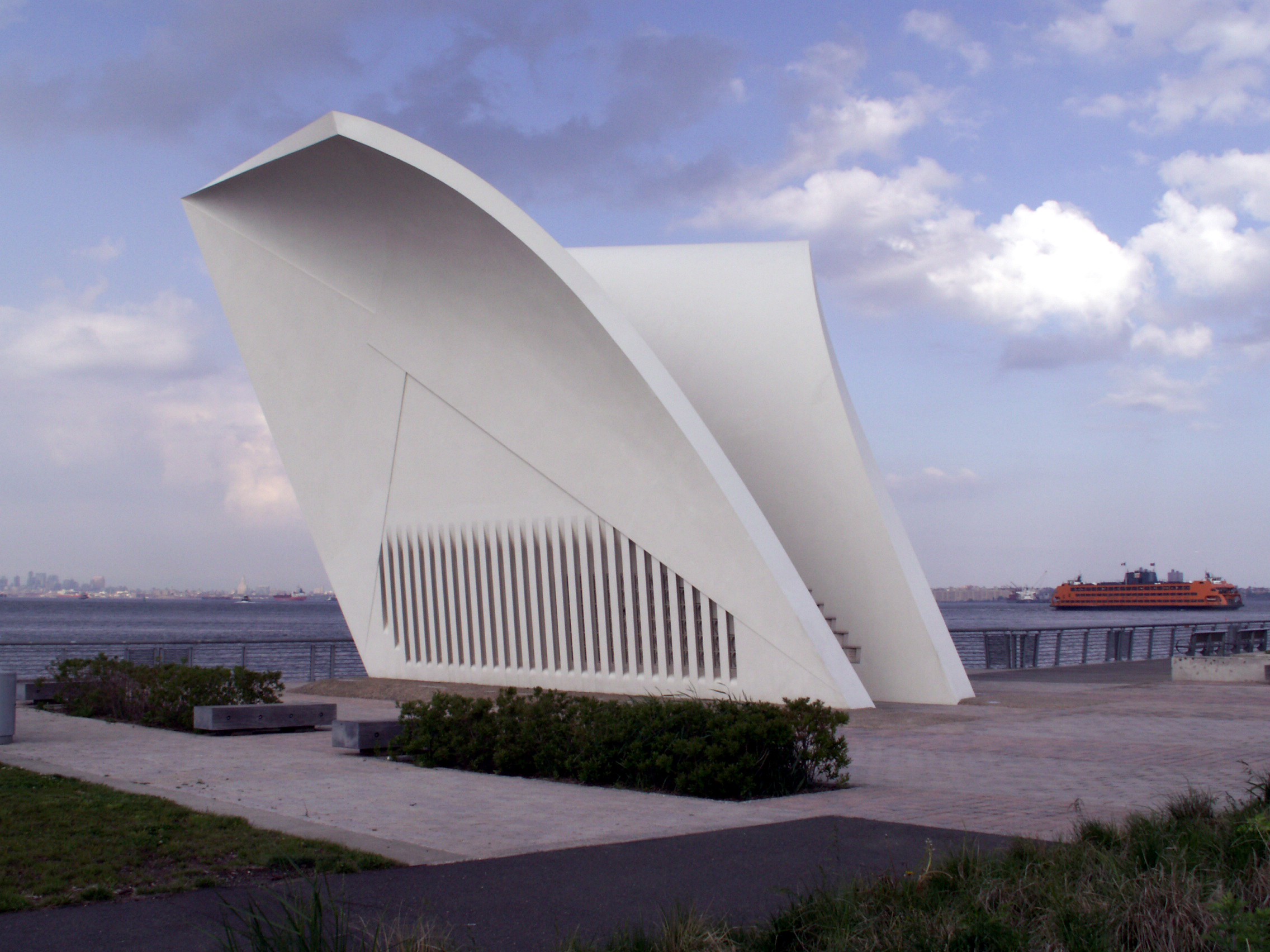
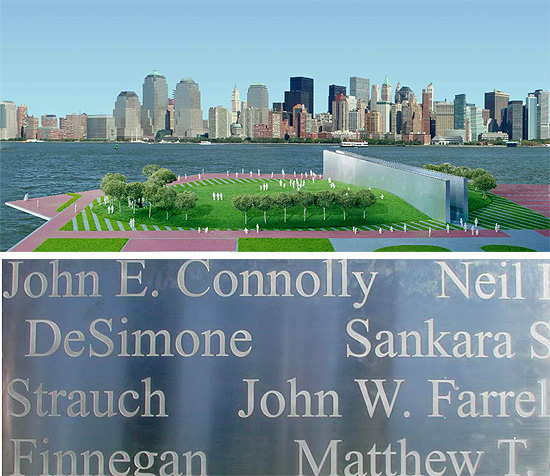